# Margarita Levieva
Margarita Levieva (Russisch: Маргарита Владимировна Левиева, Margarita Vladimirovna Levijeva) (Sint-Petersburg, Rusland, 9 februari 1980) is een Russisch-Amerikaans actrice.
Op jonge leeftijd verhuisde Levieva naar de Verenigde Staten en maakte in Secaucus (New Jersey) de middelbare school af.
Voordat ze actrice werd in de Verenigde Staten was ze gymlerares. Op driejarige leeftijd begon ze aan een streng trainingsprogramma van een privégymleraar. Ze trainde dertien jaar, won verschillende wedstrijden in Rusland en ging uiteindelijk naar de Verenigde Staten om ook daar mee te doen met gymnastiekwedstrijden.
Toen ze elf was, verhuisde Levieva samen met haar tweelingbroer en haar moeder naar New York. Later studeerde ze economie aan de NYU en begon ze aan het Meisner Training Programma aan de William Esper Studio.
Levieva speelde in de Fox-serie Vanished. Eerder had ze gastrollen in onder meer Law & Order: Trial by Jury (2005). Daarnaast deed ze mee aan pilotafleveringen van N.Y. 70 in 2005 en The Prince in 2006. Haar debuutfilmrollen waren in The Invisible, de onafhankelijke film Billy's Choice en Noise. In 2024 speelde Levieva de rol van Koril in de Star Wars televisieserie The Acolyte op Disney+.
In 2005 noemde New York Magazine Levieva een van de 50 Most Beautiful People (mooiste mensen) in New York.

## Filmografie
- Daredevil: Born Again (2025) - Heather Glenn
- The Acolyte (2024) - Koril
- The Loft (2015) - Vicky
- Revenge (2011 - Heden) - Amanda Clarke/Emily Thorne
- The Lincoln Lawyer (2011) - Reggie Campo
- Spread (2009) - Heather
- Adventureland (2009) - Lisa P
- The Invisible (2007) - Annie Newton
- Noise (2007) - Ekaterina Filippovna
- Salted Nuts (2007) - Alyssa
- David's Apartment (2007) - Deedee
- Billy's Choice (2004) - Julie Romano

- Biblioteca Nacional de España: XX4847577
- Bibliothèque nationale de France: cb15783953h (data)
- International Standard Name Identifier: 0000 0000 4631 4620
- Library of Congress Control Number: no2008134960
- Virtual International Authority File: 196145542763796642399
- WorldCat: E39PBJyhbth8WdMRxqQCC3p773